# パチンコ王座モンド21杯
パチンコ王座モンド21杯（パチンコおうざモンド21はい）→パチンコバトルMONDO TV杯（パチンコバトルモンドティーヴィーはい）とは、MONDO21で放送されるパチンコ番組。2005年より不定期に放送されている。

## 概要
基本的には出演者が番組指定のホールでほぼ1日（基本的に開店から閉店の3時間程度前まで）実戦を行い、トータル収支が最もプラスだった人間が優勝というシンプルなルール。回によっては予選が行われる場合もある。実戦で打つ機種は、ホールに設置されている機種であればどれを選んでも可。また持ち玉での台移動などについては、収録に使われるホールのルールに準じる。

## 歴史

### 2005年

#### 第1回
2005年6月放送。10時開店から19時までの9時間勝負。
- 出演者
  - 守山アニキ
  - TERU
  - モデル・オノ（パチンコ必勝ガイド）
  - 珍留（パチンコオリジナル必勝法）
  - カメさん
  - 及川奈央

### 2006年

#### 第2回
2006年1月放送。実況は山田太一、解説はゼットン大木。
- 出演者
  - 守山アニキ
  - なべっち（パチンコ最強攻略）
  - ヅラプロ森藤（パチンコ必勝ガイド）
  - バリンコン（パチンコ必勝本）
  - 平畠啓史（DonDokoDon）

#### 第3回
2006年6月放送。出演者は女性限定。実況は山田太一、解説はヅラプロ森藤。
- 出演者
  - 七生奈央（太鼓判!守山流パチンコホール戦略術）
  - 松浦紗知子（リーチ満載!紗知子のパチンコナビ）
  - 青木直子
  - 二階堂瑠美
  - 二階堂亜樹

#### 第4回
2006年12月放送。
- 出演者
  - 守山アニキ
  - 運留（パチンコオリジナル必勝法）
  - 栄華（パチンコ必勝ガイド）
  - セレブ大鳥（パチンコ必勝本）
  - なべっち（パチンコ最強攻略）

### 2007年

#### 第5回
2007年6月放送。第3回に続いて女性限定バトルとなった。
- 出演者
  - かおりっきぃ☆（パチンコ必勝ガイド）
  - 黒木優
  - セレブ大鳥（パチンコ必勝本）
  - 二階堂亜樹
  - たけちよ

#### 第6回
2007年12月放送。
- 出演者
  - 和泉純
  - 守山アニキ
  - リスキー長谷川
  - 運留（パチンコオリジナル必勝法）
  - ゼットン大木

### 2008年
2008年はルールが変更になり、春・夏・秋の予選を勝ち抜いた3人＋シードの2人による決勝で優勝者を決定する形となった。
- 春の陣
  - シゲキ
  - 大崎一万発
  - さやか
  - バイク修二郎
  - 山田太一
- 夏の陣（女流対決）
  - 岩崎紘子
  - かおりっきぃ☆
  - 九門真寿美
  - 二階堂瑠美
  - ビワコ
- 秋の陣
  - 大野恵子
  - 五月女圭紀
  - 佐藤利彦
  - ヒロシ・ヤング
  - 守山アニキ
- 冬の陣（決勝）
  - 山田太一（春の陣優勝）
  - 岩崎紘子（夏の陣優勝）
  - 大野恵子（秋の陣優勝）
  - 運留（決勝シード）
  - 守山有人（決勝シード）

### 2009年
2009年は予選を2組（男性組・女性組）に分けて行い、各組の上位2名ずつによる決勝を行う。実況は山田太一。
- 予選A組（女性）
  - せんだるか（タレント、せんだみつおの娘）
  - 七瀬はな
  - 二階堂亜樹
  - ヒラヤマン（パチンコ必勝本）
- 予選B組（男性）
  - 邦彦
  - チャーミー中元
  - 珍留
  - 守山アニキ
- 決勝
  - 邦彦
  - チャーミー中元
  - せんだるか
  - 七瀬はな

### 2010年
2010年は一発勝負に戻り、MONDO TVで放送されているパチンコ番組のレギュラー4名による対決となった。またチャンネル名の変更に伴い、この回より番組の題名が「パチンコバトルMONDO TV杯」に変更になった。
- 守山アニキ（パチンコ激闘伝!実戦守山塾）
- なべっち（リーチ満載!パチンコ新台ナビ）
- かおりっきぃ☆（パチンコ勝ち台実戦チェック!2）
- ヒラヤマン（同上）